# Acacidiplosis ananas
Acacidiplosis ananas är en tvåvingeart som beskrevs av Gagne 1993. Acacidiplosis ananas ingår i släktet Acacidiplosis och familjen gallmyggor.
Artens utbredningsområde är Kenya. Inga underarter finns listade i Catalogue of Life.